# Telefonní přípojka

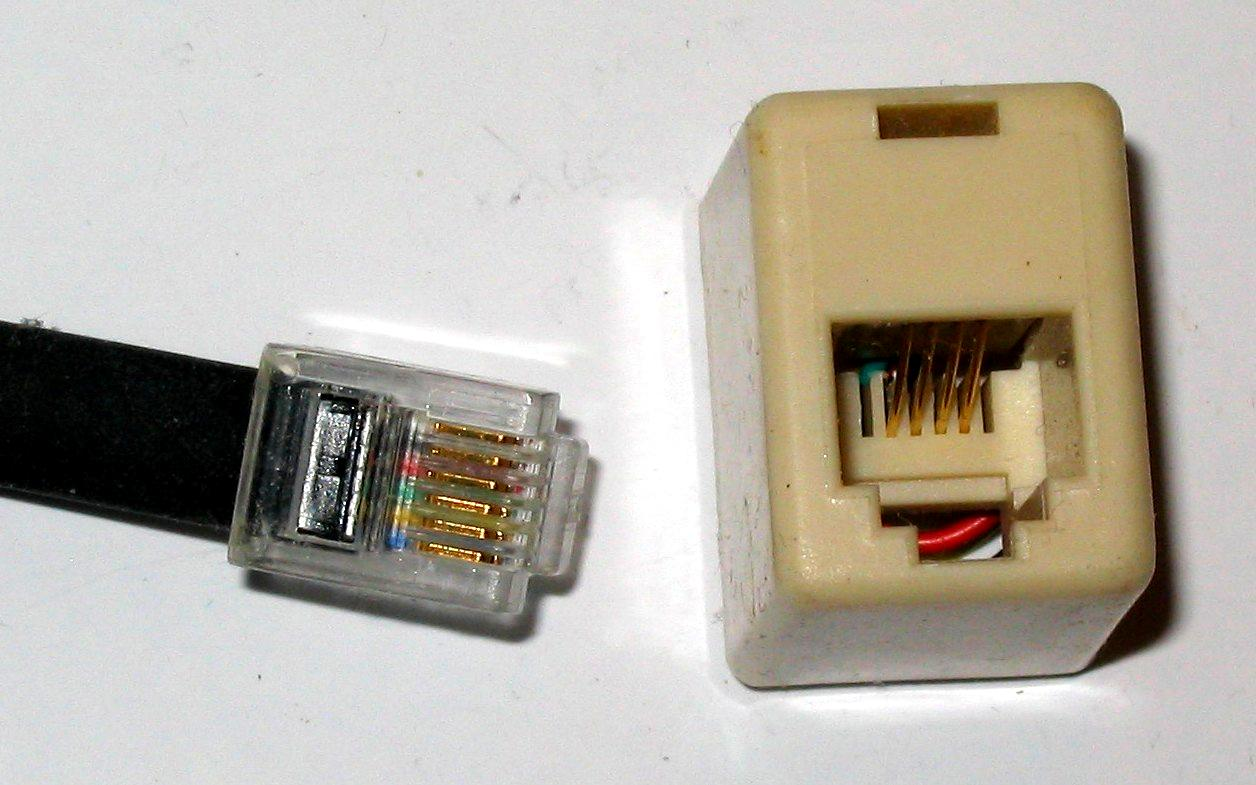
Modulární konektor se šesti zapojenými kontakty (6P6C) a zásuvka se šesti kontakty, z toho čtyřmi zapojenými (6P4C). Pro telefonní připojení se ve většině zemí světa (včetně ČR) používá užší RJ-11 se 4 kontakty, z toho 2 zapojenými (4P2C).

Telefonní přípojka je zakončení telefonního účastnického vedení umožňující připojení telefonního přístroje.
Existují dva druhy telefonních přípojek:
- analogová (POTS)
- digitální (ISDN, v Evropské unii euroISDN2)

Oba druhy přípojek mohou za určitých podmínek sloužit i jako DSL přípojka.
Přípojka je zakončena zásuvkou pro konektor RJ-11, do které mohou být připojeny telefonní přístroje pronajaté od telefonního operátora nebo koncová zařízení schválená pro připojení k telefonní síti ve shodě s účastnickou smlouvou. U každého telekomunikačního koncového zařízení, které má být provozováno v ČR, musí být posouzena shoda. Postup posuzování shody v ČR je v současnosti zcela shodný s postupem ve všech členských státech EU.

## Historie
V době komunistického režimu poptávka po telefonních přípojkách výrazně převyšovala nabídku účastnických vedení, proto byly zřizovány podvojné a skupinové telefonní přípojky:
- podvojná telefonní přípojka – na jedno účastnické vedení jsou zapojeni dva účastníci; při příchozím hovoru zvoní telefon volané účastnické stanice, zatímco druhý účastník je v příchozím i odchozím směru blokován (má hluchý telefon) a volající účastník na číslo této blokované stanice dostává obsazovací tón. V odchozím styku je pouze jednomu účastníku umožněno odchozí volání, ve stejnou dobu má druhý účastník opět hluchý telefon a je blokován až do ukončení hovoru účastníka, který s ním sdílí jednu podvojnou přípojku.
- skupinová telefonní přípojka – na jedno účastnické vedení je připojeno až 10 účastníků; jednotliví účastníci jsou od sebe rozlišeni poslední číslicí účastnického čísla. Hovor může uskutečnit vždy jen jeden z účastníků; účastníci nemohou být navzájem propojováni.

Tyto přípojky výrazně omezují své účastníky. V tom se liší od paralelky, což je (paralelní) připojení dvou telefonů na jednu telefonní přípojku, které se chovají jako telefon jediný, oba zvoní současně, v každém jsou slyšet účastníci hovoru na obou stranách.
Druhým prostředkem pro vícenásobné využití byla fantomová zapojení umožňující připojit na n účastnických vedení n-1 telefonních přípojek, které se (pokud byly dobře vyváženy) vzájemně neovlivňovaly.
V posledním desetiletí 20. století tehdejší SPT Telecom vybudoval množství účastnických vedení (v mnoha oblastech do každého domu). Díky paušálním poplatkům za telefonní přípojku a rozmachu mobilní telefonie se nyní obecně projevuje převis nabídky a tím i množství neaktivních telefonních přípojek.